# 16175 Rypatterson
16175 Rypatterson este un asteroid din centura principală de asteroizi.

## Descriere
16175 Rypatterson este un asteroid din centura principală de asteroizi. A fost descoperit pe 5 ianuarie 2000 la Socorro, New Mexico, în cadrul proiectului LINEAR. Asteroidul prezintă o orbită caracterizată de o semiaxă mare de 2,52 ua, o excentricitate de 0,08 și o înclinație de 6,0° în raport cu ecliptica.